# Rumours in the Air
«Rumours in the Air» —en español: «Rumores en el aire»— es un tema musical de la banda estadounidense de hard rock Night Ranger  y fue escrita por Jack Blades.  Aparece originalmente como la segunda pista del álbum Midnight Madness, lanzado por MCA Records en 1983.

## Lanzamiento y descripción
La canción fue publicada de forma gratuita como sencillo promocional en 1983, siendo el único de este tipo del disco Midnight Madness.  Fue producido por Pat Glasser. El vinilo enlista la misma melodía en ambas caras del vinilo, aunque se diferencian entre sí por la duración de las mismas. «Rumours in the Air» no consiguió posicionarse en ningún listado de éxitos en los EE. UU. y Canadá.

## Lista de canciones
| Lado A |                                          |              |          |  |
| N.º    | Título                                   | Escritor(es) | Duración |  |
| 1.     | «Rumours in the Air» (versión del álbum) | Jack Blades  | 4:33     |  |

| Lado B |                                      |              |          |  |
| N.º    | Título                               | Escritor(es) | Duración |  |
| 2.     | «Rumours in the Air» (versión corta) | Jack Blades  | 3:54     |  |
| 8:27   |                                      |              |          |  |

## Créditos
- Jack Blades — voz principal y bajo.
- Kelly Keagy — batería y coros.
- Brad Gillis — guitarra y coros.
- Jeff Watson — guitarra.
- Alan Fitzgerald — teclados.